# 达内尔·米
拉法雷尔·达内尔·米（英語：LaFarrell Darnell Mee，1971年2月11日—），美国NBA联盟前职业篮球运动员。他在1993年的NBA选秀中第2轮第34顺位被金州勇士选中。